# Felix Toppo
Felix Toppo SJ (* 21. November 1947 in Tongo, Indien) ist ein indischer Ordensgeistlicher und emeritierter römisch-katholischer Erzbischof von Ranchi.

## Leben
Felix Toppo trat in die Ordensgemeinschaft der Jesuiten ein und empfing am 14. April 1982 das Sakrament der Priesterweihe. 
Am 14. Juni 1997 ernannte ihn Papst Johannes Paul II. zum Bischof von Jamshedpur. Der Erzbischof von Ranchi, Telesphore Placidus Toppo, spendete ihm am 27. September desselben Jahres die Bischofsweihe; Mitkonsekratoren waren der emeritierte Bischof von Jamshedpur, Joseph Robert Rodericks SJ, und der Bischof von Hazaribag, Charles Soreng SJ.
Papst Franziskus ernannte ihn am 24. Juni 2018 zum Erzbischof von Ranchi. Die Amtseinführung fand am 6. August desselben Jahres statt.
Am 30. Dezember 2023 nahm Papst Franziskus seinen altersbedingten Rücktritt an.